# Ekkaia
 (mars 2023).
Si vous disposez d'ouvrages ou d'articles de référence ou si vous connaissez des sites web de qualité traitant du thème abordé ici, merci de compléter l'article en donnant les références utiles à sa vérifiabilité et en les liant à la section « Notes et références ».
Ekkaia est une mer de fiction appartenant au légendaire de l'écrivain britannique J. R. R. Tolkien. Dite aussi Mer Extérieure, elle entoure Arda. À l'ouest, elle borde Aman ; on ignore tout de la géographie de l'extrême sud, est et ouest, qu'elle entoure également.